# Hilario López
Hilario López García (18 de novembre de 1907 - 17 de juny de 1965) fou un futbolista mexicà.

## Selecció de Mèxic
Va formar part de l'equip mexicà a la Copa del Món de 1930.